# Ziarnówka górska

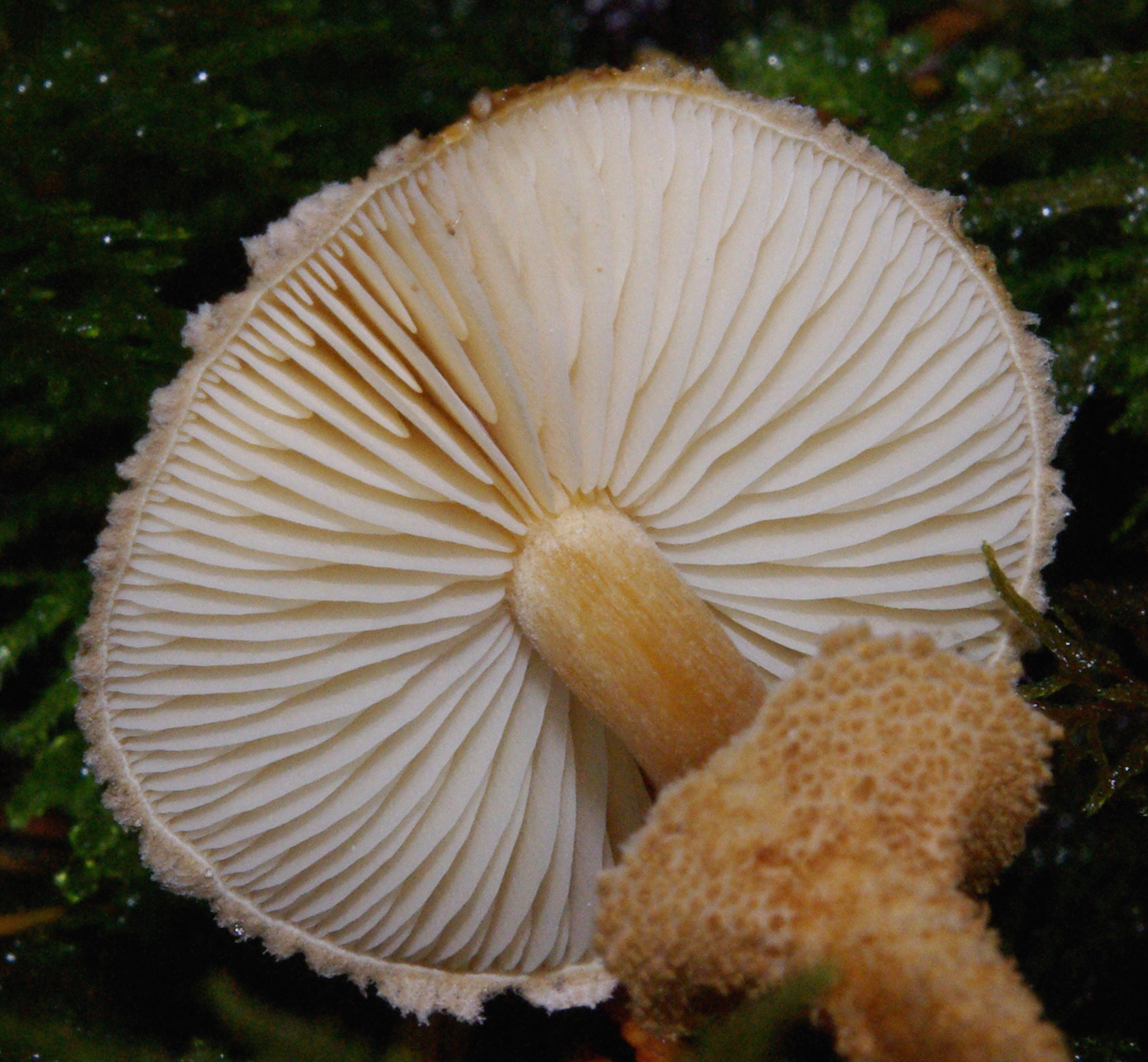

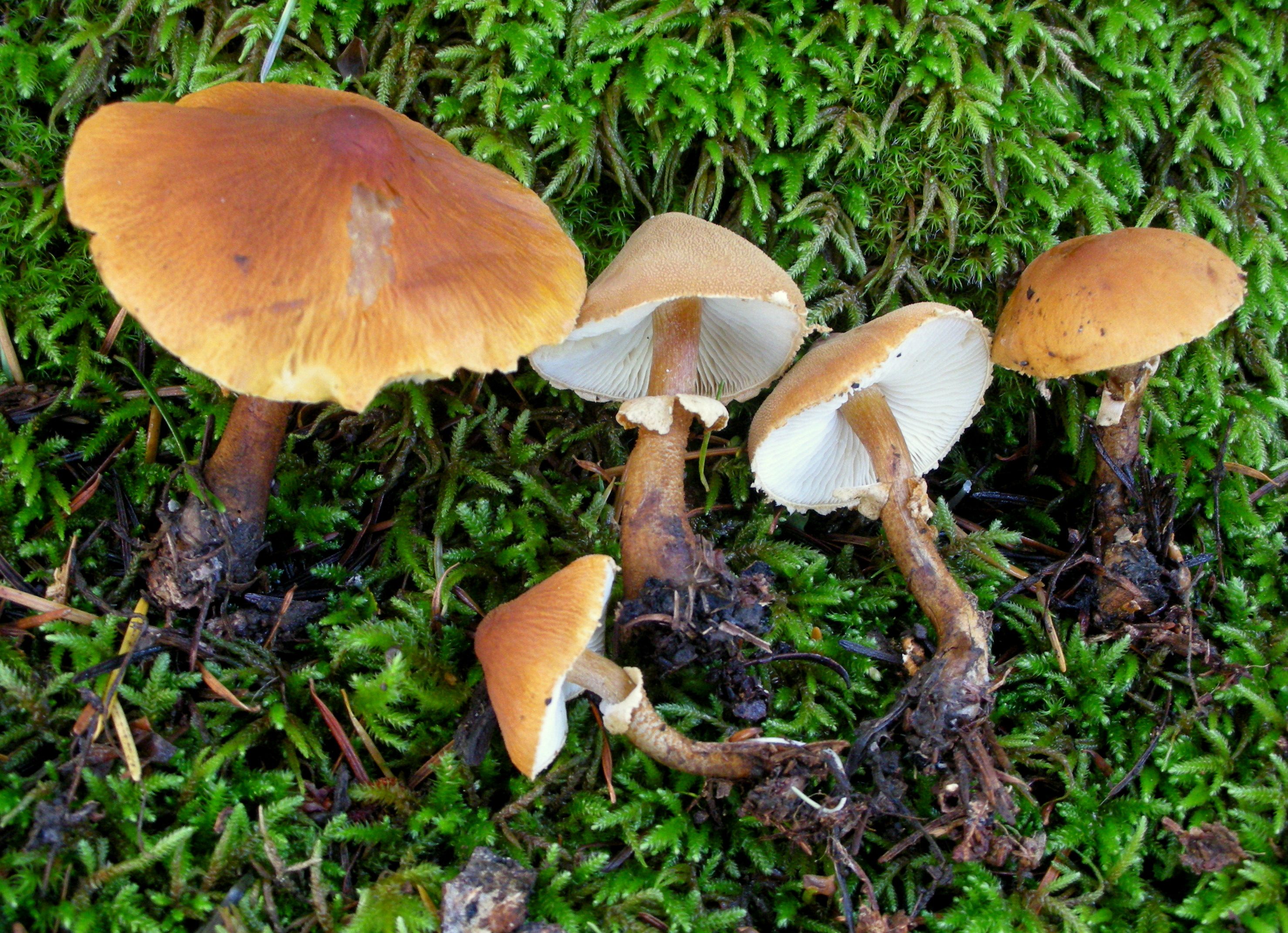

Ziarnówka górska (Cystoderma fallax (A.H. Sm. & Singer) – gatunek grzybów należący do rzędu pieczarkowców (Agaricales).

## Systematyka i nazewnictwo
Pozycja w klasyfikacji według Index Fungorum: Incertae sedis, Agaricales, Agaricomycetidae, Agaricomycetes, Agaricomycotina, Basidiomycota, Fungi.
Synonim: Cystoderma carcharias var. fallax (A.H. Sm. & Singer) I. Saar.
Nazwę polską nadał Władysław Wojewoda w 1999 r.

## Morfologia
Kapelusz
O szerokości 1,5–4 cm, początkowo wypukły, potem płasko wypukły, na koniec płaski, czasami z niskim garbkiem. Brzeg początkowo podwinięty i osłoną połączony z trzonem, potem wyprostowany, ze zwieszającymi się resztkami osłony. Powierzchnia o barwie od rdzawobrązowej do żółtobrązowej. Początkowo pokryta jest granulkami, lub małymi, wyprostowanymi łuskami, które jednak z czasem znikają i powierzchnia staje się gładka. 
Blaszki
Wąskie, ściśnięte, przyrośnięte, początkowo białe, potem kremowe do bladożółtych.
Trzon
Wysokość 2–6 cm, grubość 3–7 mm, kształt walcowaty, w środku pusty. Posiada stały, błoniasty pierścień, na górnej powierzchni blady, na dolnej taki sam, jak kapelusz i trzon. Powyżej pierścienia trzon gładki, kremowy lub jasnożółty, poniżej pierścienia taki sam, jak powierzchnia kapelusza.
Miąższ
Blady, bez wyraźnego zapachu i smaku.
Wysyp zarodników
Biały. Zarodniki o rozmiarach  4–5.5 × 3–4 μm, szeroko eliptyczne, gładkie, amyloidalne.

## Występowanie i siedlisko
Najwięcej stanowisk podano w Ameryce Północnej i Europie, poza tym ziarnówka górska znana jest w Maroku, Rosji i Australii. W Polsce do 2003 r. podano tylko 2 jej stanowiska w Tatrach i Babiogórskim Parku Narodowym.
Saprotrof. Rośnie  wśród mchów w górskich lasach iglastych pod świerkiem, jodłą i kosodrzewiną. Pojawia się jesienią po deszczach.

## Gatunki podobne
Podobna wielkością i ubarwieniem jest ziarnówka ochrowożółta (Cystoderma amianthinum). Łatwo ją jednak odróżnić, gdyż nie ma tak charakterystycznego, trwałego pierścienia na trzonie.